# Chasmocranus brachynemus
Chasmocranus brachynemus är en fiskart som beskrevs av Gomes och Schubart, 1958. Chasmocranus brachynemus ingår i släktet Chasmocranus och familjen Heptapteridae. Inga underarter finns listade i Catalogue of Life.